# 自体性欲行为

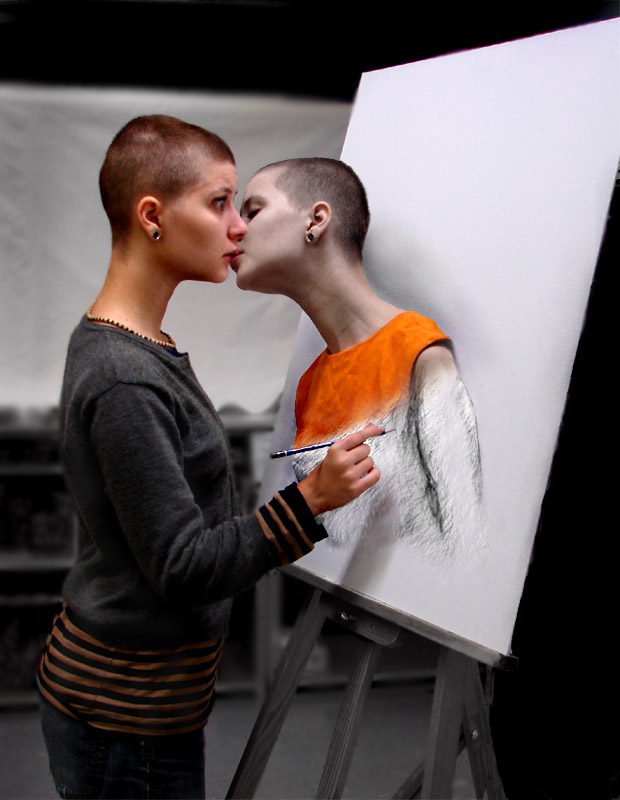
The Muse

自体性欲（行为）（英語：Autoeroticism）是无外界刺激而是自己进行性刺激的做法或其产生的性感觉，特别是通过积累内部刺激来对自身身体进行的行为，一般通过利用自己的身体和想象力来获得性快感
这个术语是在19世纪末時由英国性学家哈维洛克·艾利斯（Havelock Ellis）推广，他将自体性行为定义为「在無任何外部刺激發生的狀況下——包含任何直接或間接來自他人的刺激，自發產生的性慾感。」
最常见的自体性行为是自慰。虽然术语自体性行为和自慰通常可以互换使用，但它们並不是同义词，因为并非所有的自体性行为都是自慰的。

## 註解
1. ↑  原文：“the phenomena of spontaneous sexual emotion generated in the absence of an external stimulus proceeding, directly or indirectly, from another person”
2. ↑   註: